# نظریه فرایند
نظریه فرایند (به انگلیسی: Process theory) سیستمی از ایده‌ها است که چگونگی تغییر و توسعه یک موجودیت را توضیح می‌دهد. نظریه‌های فرایند اغلب با نظریه‌های واریانس، یعنی سیستم‌هایی از ایده‌ها که واریانس در یک متغیر وابسته را بر پایهٔ یک یا چند متغیر مستقل توضیح می‌دهند، مقایسه می‌شوند. در حالی که نظریه‌های فرایند بر چگونگی اتفاق افتادن چیزی تمرکز می‌کنند، نظریه‌های واریانس بر این تمرکز دارند که چرا چیزی اتفاق می‌افتد. نمونه‌هایی از نظریه‌های فرایند عبارتند از تکامل توسط انتخاب طبیعی، رانش قاره‌ای و چرخه نیتروژن.